# Бардон, Патрисия
Патрисия Бардон (англ. Patricia Bardon, 1964, Дублин) – ирландская оперная певица (меццо-сопрано).

## Биография
Училась в Дублинском музыкальном колледже под руководством Вероники Данн. В 18-летнем возрасте стала самой молодой победительницей «Кардиффских голосов» (1983). С тех пор выступает на лучших сценах мира, включая США, Канаду и Японию, в операх и ораториях композиторов барокко, романтиков, современных авторов.

## Репертуар
Генри Пёрселл (Дидона и Эней), Монтеверди (Коронация Поппеи, Возвращение Улисса на родину), Гендель (Юлий Цезарь, Ринальдо, Тамерлан, Партенопа, Ксеркс, Альцина, Семела, Мессия, Иеффай), Моцарт (Волшебная флейта, Реквием), (Мартин-и-Солер (Добродушный ворчун), Бетховен (Торжественная месса, симфония №9), Россини (Вильгельм Телль, Моисей в Египте, Магомет Второй, Семирамида, Гермиона, Золушка, Дева озера), Арриго Бойто (Мефистофель), Меркаданте (Андроник), Доницетти (Анна Болейн), Мендельсон (Илия, Вальпургиева ночь), Берлиоз (Троянцы), Вагнер (Кольцо нибелунга), Бизе (Кармен, Джамиля), Верди (Риголетто, Реквием), Малер (симфонии № 2 и 3), Поль Дюка (Ариана и Синяя борода), Альбан Берг (Лулу), Стравинский (Похождения повесы), Бриттен (Весенняя симфония), Воан-Уильямс (Скачущие к морю), Типпетт (Дитя нашего времени, Царь Приам), Саариахо (Адриана Матер) и др.

## Творческое сотрудничество
Работала с такими дирижёрами, как Клаудио Аббадо, Кристоф фон Донаньи, Уильям Кристи, Джеймс Ливайн, Чарльз Маккеррас, Зубин Мета, Антонио Паппано, Кристоф Руссе, Эса-Пекка Салонен, Кристоф Эшенбах, Рене Якобс и др.

## Выступления в России
Пела в Москве в концертном исполнении оперы Генделя Орландо (2009, ).